# Ял

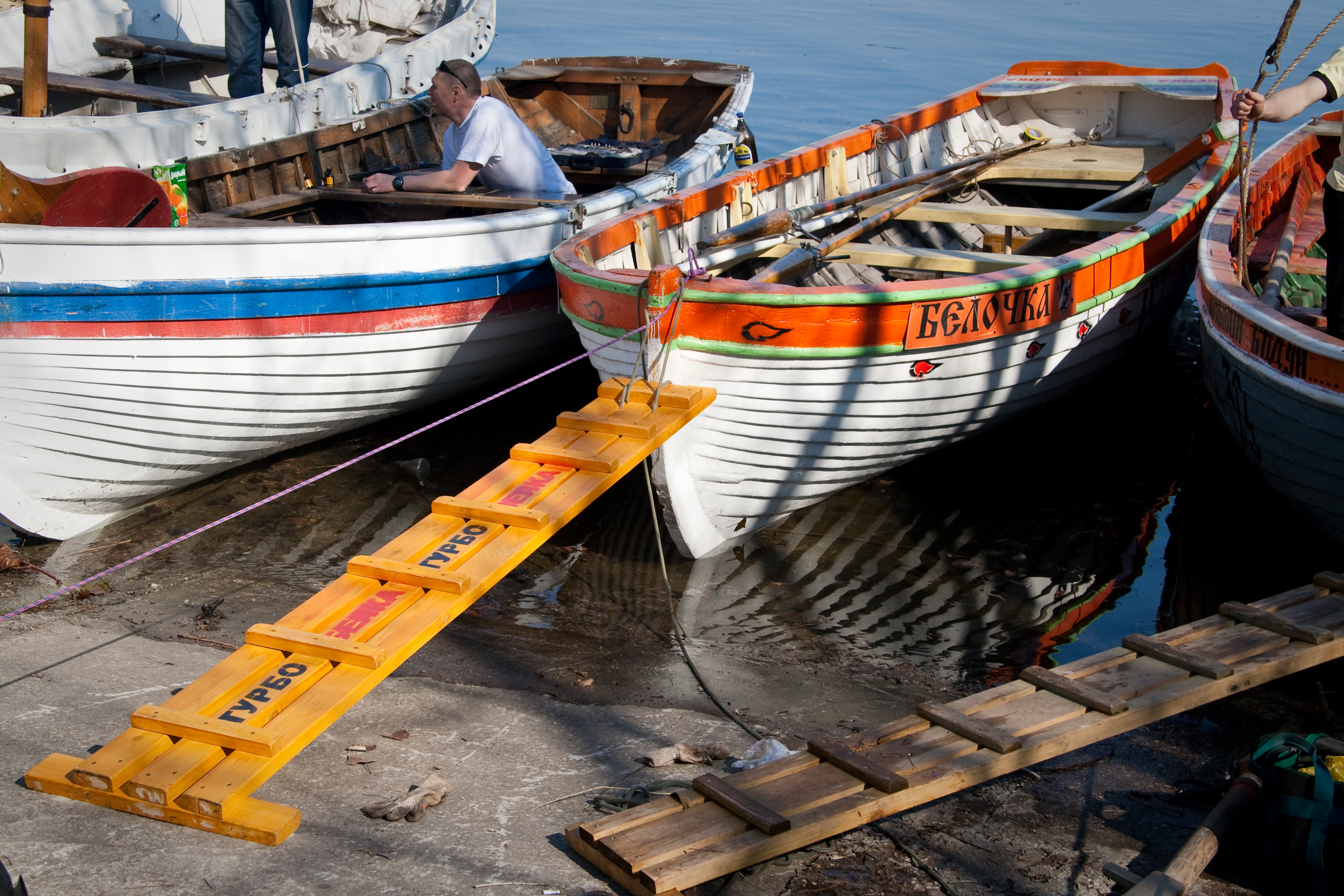
Чотиривеслові яли

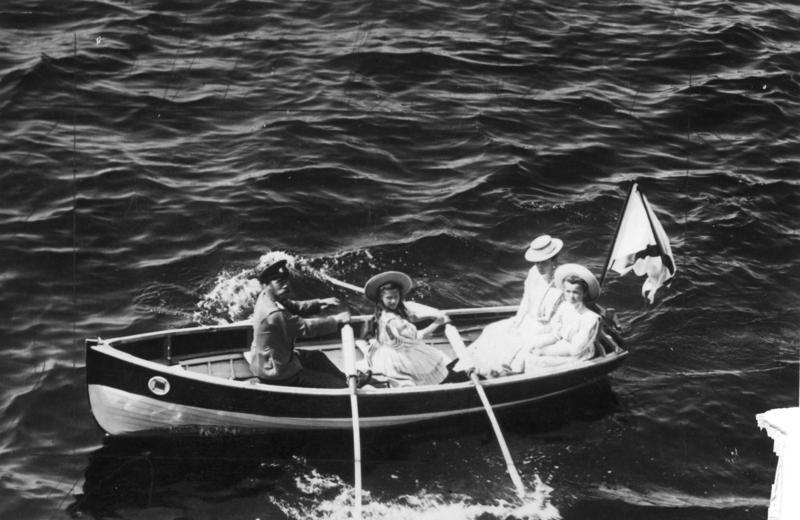
Родина Миколи II на 4-весловому ялі

Ял, ялбот — невелика шлюпка з однією, двома чи трьома (історично чотирма) парами весел. Яли з 1-2 парами весел називають я́ликами.

## Історія
Назва походить від норв. jöll, що означає «ванна» або «коритце». До 19 століття ялики мали вигляд вузьких та гострокінцевих в носовій частині човнів. Пізніше почали будувати транцеві корми.
На військовому кораблі яли є найбільш потрібними робочими і вантажними шлюпками. Використовуються для посилок, робіт біля борту, перевезень легких вантажів тощо. Для ходу під вітрилом споряджаються однією прибираною щоглою.